# Solidarność Walcząca (pismo)
Solidarność Walcząca (pismo) – czasopismo podziemne wydawane we Wrocławiu w latach 1982–1990, główny organ prasowy antykomunistycznej organizacji niepodległościowej „Solidarność Walcząca”, jedno z najbardziej znaczących pism podziemnych stanu wojennego w Polsce.

## Historia

### Cele programowe pisma
Pierwszy numer pisma ukazał się 8 czerwca 1982 roku wraz z powstaniem organizacji „Solidarność Walcząca”. Pismo wzywało do podjęcia zdecydowanej walki z komunistyczną władzą, propagując uliczne manifestacje, a w kolejnych numerach stawiając jasno jako cel odzyskanie pełnej niepodległości. Odróżniało je to od licznych pism wydawanych przez podziemne struktury związku zawodowego NSZZ „Solidarność”, które propagowały walkę bez użycia przemocy, strajki, oraz jako główny cel – przywrócenie legalnej działalności NSZZ Solidarność.

### Rozwój
W latach 1982–1990 ukazało się 231 numerów „Solidarności Walczącej” o objętości zazwyczaj 4 strony w formacie A4-A5, drukowanych na ramce, powielaczu i na sicie w nakładzie 10–28 tys. egz. Stosowano podwójną numerację: roczną i ciągłą. Do nr 54 pismo było tygodnikiem, a potem dwutygodnikiem. Ponadto ukazało się 10 wydań specjalnych. Mutacje pisma ukazywały się w innych miastach Polski, w szczególności w Poznaniu, Trójmieście i Warszawie. Pismo kolportowano w całej Polsce w cenie 5-150 zł, w zależności od okresu. Poza Wrocławiem dokonywano też dodruków z dostarczonych matryc (m.in. Głogów, Polkowice, Lubin).

### Redakcja
W piśmie publikowali m.in.: Kornel Morawiecki (pod własnym nazwiskiem lub jako redakcja), Andrzej Kisielewicz (ps. Jan Mak, redakcja), Maria Peisert-Kisielewicz (ps. Filip, redakcja), Jerzy Peisert (ps. Kazimierz Wandy), Paweł Falicki (ps. Piotr Kminkiewicz), Jerzy Przystawa (ps. Andrzej Łaszcz), Wojciech Myślecki (ps. Jerzy Lubicz, Andrzej Lesowski), Andrzej Zarach (ps. Mea, Ruth, a także Andrzej Lesowski), Sławomir Bugajski (ps. Alfred B. Gruba), Mateusz Morawiecki (ps. Robert Synowiecki), Antoni Lenkiewicz (A.L.), Andrzej Wiszniewski (ps. Stanisław El), Artur Adamski (ps. Miś), Andrzej Myć (ps. A. Leski).

### Znaczenie
O randze „Solidarności Walczącej” świadczy fakt, że Służba Bezpieczeństwa (SB) wydawała fałszywe wersje pisma, np. nr. 35, 118, 145, 149, 151, 170. W dniu 14 grudnia 1983 doszło do największej wpadki związanej z wydawaniem pisma w „skrzynce kontaktowej” prowadzonej przez Kazimierza Klementowskiego. SB przejęła kilka tys. egzemplarzy numeru 66. W wyniku dalszego śledztwa aresztowano ponad 40 osób i zlikwidowano kolejne skrzynki kontaktowe oraz 2 drukarnie.

### W III Rzeczypospolitej
W czerwcu 1990 pismo połączyło się z poznańską „Solidarnością Walczącą” i ukazywało się legalnie do 1994. W tym tzw. „półjawnym” okresie, głównym organizatorem wydawania pisma był Zbigniew Jagiełło, który prace redakcyjne rozpoczął jeszcze w okresie podziemnym, po aresztowaniu Kornela Morawieckiego w listopadzie 1987 roku.